# Ana Tadić
Ana Tadić est une joueuse franco-serbe de basket-ball, née le 21 septembre 1998 à Belgrade (Serbie).

## Biographie
Ana est la fille du joueur de basket-ball serbe Bojan Tadić (en), passé par la Pro B au début des années 2000, et d’une professeure de piano.
En 2013, Ana est sélectionnée en équipe de France U16 avec laquelle elle émarge à 7,3 points avec une adresse de 53,4 % et 3,9 rebonds. Les Tricolores se classent cinquièmes du et se qualifient pour le Mondial U17 de 2014 en Slovaquie malgré une défaite contre le futur vainqueur en quarts de finale (Espagne), grâce à une victoire 62 à 61 contre la Russie.
En 2014, elle est de nouveau sélectionnée en équipe de France U16 qui se classe quatrième après avoir été défaite de nouveau par l'Espagne 61 à 49, mais le même été, elle dispute le championnat du monde avec l'équipe des U17 où la France obtient une huitième place en République tchèque.
Lors du championnat d'Europe 2015, les Bleuettes des U18 battent facilement (89 - 32) les Néerlandaises en quarts de finale avec Ana Tadic qui inscrit 16 points à 7/10 aux tirs, 7 rebonds et 3 contres. En demi-finales, la France s'offre une belle victoire 62-59 face à la Russie malgré les 17 rebonds de Raïssa Moussina. Derrière les 23 points et 10 rebonds de Lisa Berkani et une Alix Duchet complète (10 points, 5 rebonds et 5 passes décisives), Ana Tadic s'illustre de nouveau avec 10 points et 10 rebonds. En finale, les Françaises retrouvent des Espagnoles qu'elles ont battues quelques jours plus tôt en poule. Elles prennent le meilleur départ, mais souffrent au deuxième et troisième quart temps et ne peuvent que faire jeu égal dans la dernière période pour s’incliner 76 à 60, mais Ana Tadic décroche sa première médaille avec l'argent. Sélectionnée dans cette même catégorie U18 en 2016, Ana Tadic contribue avec 10 points, 3 rebonds et 2 contres aux côtés d'Alexia Chartereau (19 points, 12 rebonds et 3 passes décisives)  à la victoire de la France en finale de nouveau face aux Espagnoles sur le score sans appel de 74 à 44.
Elle a porté le no 3 en hommage au joueur croate Dražen Petrović. Pour ses débuts professionnels lors de la saison 2016-2017, elle s'engage avec le club  normand de l'USO Mondeville avec lequel elle inscrit 5 points pour sa première rencontre pour une victoire face à l'un des favoris du championnat LFB, Villeneuve-d'Ascq. En 2018-2019, sa troisième saison à Mondeville se conclut sur des moyennes de 6,5 points à 40 % de réussite aux tirs et 3,9 rebonds pour 6,9 d'évaluation. Pour la saison suivante, elle rejoint Tarbes.
Après avoir été partenaire d’entraînement en 2021 pour la préparation de l’équipe de France aux Jeux olympiques de Tokyo et ne pas être entrée en jeu lors de ses deux premières sélections, elle entre en jeu pour la première fois le 21 août 2022 lors du premier match de préparation de l’équipe de France à la Coupe du monde contre l’équipe de Bosnie-Herzégovine et y inscrit ses cinq premiers points sous le maillot bleu.

## Palmarès

### En club
- Championne de Hongrie 2023-2024

### En sélection nationale
- Médaille d'argent au championnat d'Europe U18 2015[8]
- Médaille d'or au championnat d'Europe U18 2016[9]